# Такіно
Та́кіно (рос. Такино, башк. Тәкә) — присілок у складі Мечетлінського району Башкортостану, Росія. Входить до складу Ростовська сільської ради.
Населення — 331 особа (2010; 346 у 2002).
Національний склад:
- башкири — 92 %